# Ambika (jaïnisme)
Pour les articles homonymes, voir Ambika.

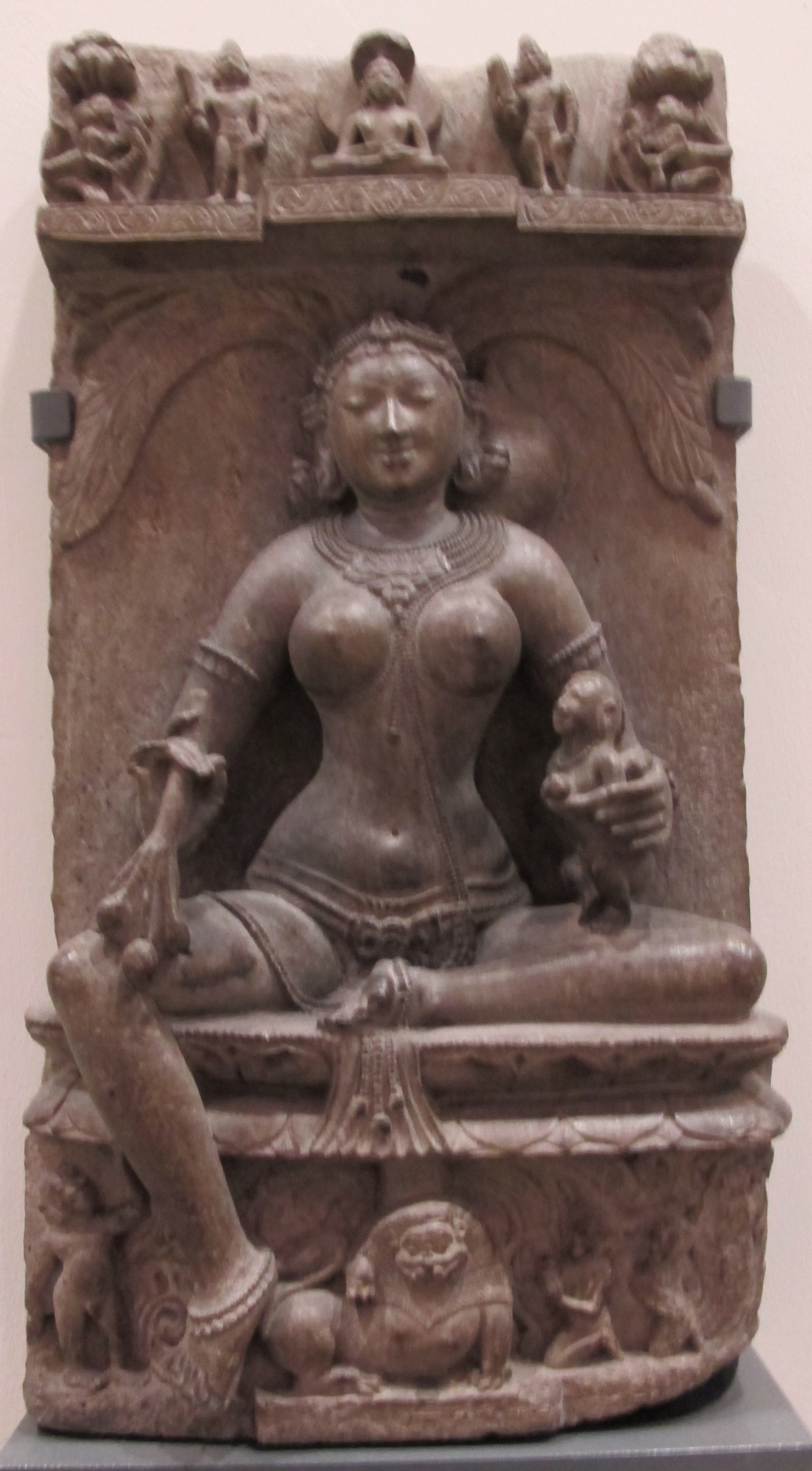
La divinité gardienne des jinas: Ambika, dans l'état de l'Orissa, XIIe siècle.

Ambika (sanskrit: अम्बिका) est un Être céleste féminin du jaïnisme. Son nom veut dire: Mère. Elle est une yaksi: un être protecteur des temps antiques, principalement pour le vingt-deuxième Maître éveillé le Tirthankara Neminath. Elle serait une déité protectrice de la famille; elle est souvent représentée avec deux de ses fils. Les temples majeurs en Inde à l'heure actuelle où elle est vénérée sont: le temple Shri Neminath à Santhu près de Bagra dans le district de Jalore au Rajasthan; le temple Shri Kuladevi Ambikadevi, à Takhatgarh dans le quartier Pali, toujours au Rajasthan; et le temple Shri Kuladevi Ambikadevi à Padarli dans le même état. Ses temples portent souvent le nom de Shri Devi Ambika; cependant un autre nom de Ambika est Amra Kusmandini.